# Grupo Desportivo Livração
O Grupo Desportivo Livração é um clube português localizado na freguesia de Toutosa, concelho de Marco de Canaveses, distrito do Porto. O clube foi fundado em 1964. Os seus jogos em casa são disputados no Estádio Américo Monteiro.
A equipa de futebol sénior participa na 2ª Divisão da Associação de Futebol do Porto.